# Pelophylax cerigensis
La rana de Karpatos (Pelophylax cerigensis) es una especie de anuro de la familia Ranidae.

## Distribución geográfica
Es un endemismo de la isla de Karpatos (Grecia). Anteriormente, también se incluían en esta especie las poblaciones de la cercana isla de Rodas, pero actualmente se considera que estas últimas pertenecen a Pelophylax bedriagae.
Su hábitat natural son los lugares de vegetación mediterránea, ríos, arroyos, lagos de aguadulce permanentes o temporales, marismas, tierra agrícola. Si principal amenaza es la pérdida de hábitat.

## Publicación original
- Beerli, P., H. Hotz, H. G. Tunner, S. Heppich & T. Uzzell, 1994 : Two new water frog species from the Aegean Islands Crete and Karpathos (Amphibia, Salientia, Ranidae). Notulae Naturae of the Academy of Natural Sciences of Philadelphia, vol. 470, p. 1-9 (texto íntegro).